# Sirakoro Méguétana
Sirakoro Méguétana est un quartier de la périphérie de Bamako et une localité de la commune rurale de Kalabancoro dans le Cercle de Kati et la région de Koulikoro, elle devient dans le cadre de la réforme administrative de 2023, un quartier du 6e arrondissement du district de Bamako.

## Géographie
La commune s'étend à l'est de route nationale RN 7 (axe Bamako-Bougouni) à la périphérie au sud-est du district de Bamako dans la partie orientale de la commune de Kalabancoro.

## Population
Lors des recensements généraux, le quartier compte 4 133 habitants en 1998 et 14 596 habitants en 2009. 

## Enseignement
Le centre d'animation pédagogique de Sirakoro Méguétana relève de l'académie d'enseignement de Kalabancoro s'étend sur les quartiers de Sirakoro Méguétana, Niamana, Ntabacoro, Diatoula, du côté Est de la RN4 de la commune rurale de Kalabancoro.